# 팜 비치 스토리
팜 비치 스토리(The Palm Beach Story)는 미국에서 제작된 프레스턴 스터지스 감독의 1942년 멜로/로맨스, 코미디 영화이다. 클로데트 콜베르 등이 주연으로 출연하였다.

## 출연

### 주연
- 클로데트 콜베르
- 조엘 매크레이

### 조연
- 메리 애스터
- 루디 밸리
- 지크 아르노
- 로버트 워릭
- 토벤 메이어
- 지미 콘린
- 빅터 포텔
- 로스코 에이츠

## 제작진
- 협력프로듀서: 폴 존스
- 미술: 한스 드라이어
- 미술: 에른스트 페크테
- 의상: 아이린